# Corydalus hecate
Corydalus hecate är en insektsart som beskrevs av Robert McLachlan 1866.
Corydalus hecate ingår i släktet Corydalus och familjen Corydalidae. Inga underarter finns listade i Catalogue of Life.